# Tridacna mbalavuana
Tridacna mbalavuana is een tweekleppigensoort uit de familie van de Cardiidae. De wetenschappelijke naam van de soort is voor het eerst geldig gepubliceerd in 1934 door Ladd.